# Taylan Antalyalı
Taylan Antalyalı (* 8. Januar 1995 in Yatağan) ist ein türkischer Fußballspieler.

## Spielerkarriere

### Verein
Antalyalı begann mit dem Vereinsfußball in der Jugend des Traditionsvereins Muğlaspor und wechselte 2009 in die Jugend von Bucaspor. Hier erhielt er im Sommer 2012 einen Profivertrag, spielt aber seitdem weiterhin fast ausschließlich für die Jugend- bzw. Reservemannschaft. Er wird aber parallel zu seiner Tätigkeit bei diesen Mannschaften auch am Training der Profis beteiligt und auch sporadisch in den Mannschaftskader für Pflichtspiele aufgenommen. So gab er sein Profidebüt am 13. Mai 2012 bei der Zweitligabegegnung gegen Kasımpaşa Istanbul. Mit der Reservemannschaft konnte er in der TFF A2 Ligi die Vizemeisterschaft erreichen. Zur Saison 2014/15 wechselte Antalyalı zum Erstligisten Gençlerbirliği Ankara. Für die Rückrunde der Saison 2015/16 wurde er an den Zweitligisten Kayseri Erciyesspor ausgeliehen und für die Saison 2016/17 an den Drittligisten Hacettepe SK. Im Sommer 2017 verließ Antalyalı die Hauptstädter und wechselte zum neuen Zweitligisten Büyükşehir Belediye Erzurumspor. Mit BB Erzurumspor stieg Antalyalı 2018 in die Süper Lig auf. In der Saison 2019/20 wechselte er zu Galatasaray Istanbul. Bei den Gelb-Roten unterschrieb Antalyalı einen Vierjahresvertrag. Am 8. September 2022 wurde der Mittelfeldspieler an MKE Ankaragücü ausgeliehen. Nach Ankaragücü folgten leihweise Wechsel zu Samsunspor und Bodrum FK. Am 8. Juli 2025 gab Galatasaray Istanbul die Vertragsauflösung mit Antalyalı bekannt.

### Nationalmannschaft
Antalyalı ist ein Spieler der häufig für die türkischen Jugendnationalmannschaften nominiert wurde. So durchlief er ab der türkische bis zur U-20-Nationalmannschaften alle Jugendauswahlmannschaften seines Landes. Antalyalı wurde im März 2021 das erste Mal für die Türkische Fußballnationalmannschaft nominiert. Am 24. März 2021 kam Antalyalı gegen die Niederlande zu seinem Debüt. Er wurde in der 64. Spielminute für Ozan Tufan eingewechselt. Antalyalı wurde am 14. Mai 2021 von Nationaltrainer Şenol Güneş für den vorläufigen EM-Kader der Türkei nominiert.

## Erfolge
- Bucaspor A2 (Rerservemannschaft):
  - Vizemeister der TFF A2 Ligi: 2011/12

- BB Erzurumspor:
  - Play-off-Sieger der TFF 1. Lig und Aufstieg in die Süper Lig: 2017/18

 Persönliche Auszeichnung
- Goldene Top-Elf der Saison 2020/21